# Rudolf Stillfried
Rudolf svobodný pán Stillfried z Ratenic (Rudolf Freiherr Stillfried von und zu Rattonitz, 15. června 1849 Vizovice – 9. dubna 1921 Brno) byl moravský šlechtic, politik a velkostatkář z rodu Stillfriedů z Ratenic. Původně sloužil v armádě, později byl aktivním účastníkem veřejného života na Moravě, v letech 1884–1890 a 1896–1913 byl poslancem Moravského zemského sněmu. Jeho sídlem byl zámek ve Vizovicích.

## Životopis

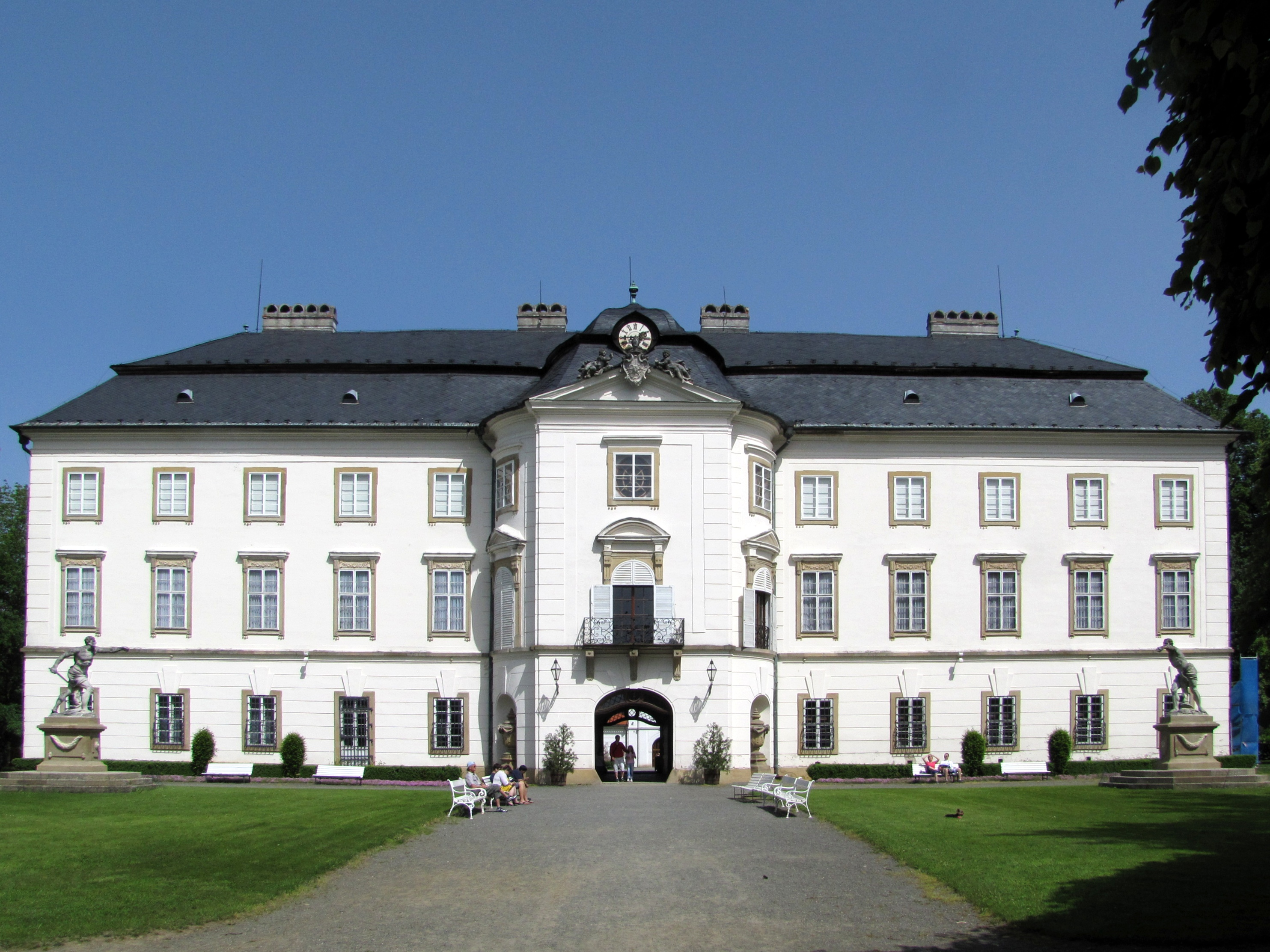
Zámek Vizovice, hlavní sídlo rodu Stillfriedu v 19. a 20. století

Pocházel ze starého šlechtického rodu Stillfriedů, byl synem barona Filipa Stillfrieda (1808–1887) a jeho manželky Hermíny, rozené hraběnky Batthyányové (1815–1883). 
Rudolf od mládí sloužil v armádě, v níž dosáhl hodnosti poručíka. Vojenskou službu opustil v roce 1888, již mezitím se ale aktivně zapojil do veřejného života na Moravě. V letech 1884–1890 byl poslancem Moravského zemského sněmu za velkostatkářskou kurii, už v roce 1881 byl jmenován c. k. komořím. Znovu byl moravským poslancem v letech 1896–1913. Na půdě sněmu často vystupoval k různým tématům, především z oblasti zemědělství a financí, nabídky do funkcí ve státních úřadech ale odmítal. Byl také prezidentem Spolku na podporu chovu koní na Moravě a členem řady dalších institucí. 
V roce 1908 obdržel za zásluhy Řád Františka Josefa. 
Rudolf Stillfried z Ratenic zemřel 9. dubna 1921 v zemské nemocnici v Brně na rakovinu prostaty ve věku 71 let, pohřben byl ve Vizovicích.

## Rodinné a majetkové poměry
Po otci se v roce 1887 stal dědicem velkostatku Vizovice, ke kterému patřilo 1 750 hektarů půdy. Na zámku Vizovice trvale žil, často ale pobýval také v Bratislavě u příbuzných své manželky v Pálffyovském paláci v Laurinské ulici. Vzhledem k jeho loveckým zájmům jsou doloženy také pobyty na honech na hradě Červený Kameň, taktéž v majetku Pálffyů.
V roce 1887 se v Bratislavě oženil s hraběnkou Aloisií (Luisou) Pálffyovou z Erdődu (1857–1909), dcerou hraběte Štěpána Pálffyho z červenokamenecké rodové linie. Luisa byla dámou Řádu hvězdového kříže a zemřela předčasně na následky těžké cukrovky. Z jejich manželství se narodily dvě dcery, které po Rudolfově úmrtí vlastnily společně velkostatek Vizovice zmenšený pozemkovou reformou. 
- Starší Gabriela (1888–1944), provdaná za hraběte Jiřího Draškoviće z Trakośćanu, svůj podíl prodala v roce 1933 prodala sestře a přesídlila na manželův zámek v Podunajských Biskupicích.
- Mladší Marie Anna (zvaná Marietta, 1890–1968) se převzetím sestřina podílu stala v roce 1933 majitelkou celého velkostatku Vizovice. Návštěvy Vizovic střídala s pobytem na západočeském zámku Oselce svého manžela hraběte Viktora Boos-Waldecka (1871–1973). Ve Vizovicích pobývali naposledy v létě 1944, z Oselců byli v roce 1945 odsunuti a majetek jim byl zabaven na základě Benešových dekretů.[10]